# SOR B 9.5
SOR B 9.5 — городской автобус, выпускаемый чешской компанией SOR Libchavy с 1998 по 2005 год.

## Конструкция
Автобус SOR B 9.5 оборудован тремя выдвижными дверьми, поскольку позиционируется, как городской. Компоновка автобуса заднемоторная, заднеприводная. Кузов сделан из металла, салон выполнен в пластиковой оправе. Передняя ось автобуса SOR, задняя ось автобуса MERITOR.

## Эксплуатация
Автобус SOR B 9.5 эксплуатируется во многих городах Чехии. Один из автобусов — с газомоторным двигателем. Больше всего автобусы эксплуатируются в Братиславе и компанией Veolia Transport.